# Autichamp
Autichamp là một xã thuộc tỉnh Drôme trong vùng Auvergne-Rhône-Alpes đông nam nước Pháp. Xã Autichamp nằm ở khu vực có độ cao từ 245-485 mét trên mực nước biển.